# الضالع (محافظة)
محافظة الضالع إحدى المحافظات اليمنية التي تم استحداثها بعد الإعلان عن قيام دولة الوحدة. ويشكل سكان المحافظة ما نسبته (2.4%) من إجمالي سكان الجمهورية، وتقسم إداريا إلى (9) مديريات، ومدينة الضالع مركز المحافظة. وتعد الضالع من المحافظات المتميزة بالزراعة، إذ يعمل معظم سكانها في ممارسة النشاط الزراعي، ومن أهم محاصيلها الزراعية البن. وتضم أراضي المحافظة بعض المعادن، من أهمها معدن التلك المستخدم في صناعة الورق والطلاء ومستحضرات التجميل ومبيدات الحشرات. والمعالم السياحية في المحافظة متعددة، من أهمها حمام دمت، ومن المدن الأثرية فيها مدينة جبن المشهورة بقلعتها ومدرستها المنصورية التاريخية، التي شيدها الطاهريون. وتضاريس المحافظة متنوعة وتتميز بمناخ معتدل نسبياً خلال أيام السنة.

## التاريخ
🛡️ رمز قبائل الضالع الرسمي DL-791 🛡️
قبائل الضالع ليست مجرد قبيلة، بل كيان أصيل له جذور في الجبال وتاريخ من المجد والتضحيات. ولهذا الكيان رمزٌ موحد يعبّر عن هويته وقيمه:
🔢 DL-791 | التفسير والمعنى
- 7: يرمز إلى السمو والمجد الروحي — العلو فوق كل اعتداء واحتلال.
- 9: يرمز إلى القوة والبأس الشديد، ويرتبط بعدد مديريات الضالع التسع.
- 1: يمثل الوحدة والكيان الجامع لكل قبائل الضالع تحت راية واحدة.
🔑 الترتيب تصاعدي: من السمو (7) → إلى القوة (9) → إلى الوحدة (1)
وهذا يعبّر عن مسار الضالع نحو المجد.
🟢 الألوان الرسمية:
- زيتي: الأرض، الجبال، والهوية القبلية.
- ذهبي: المجد، الوفاء، والسيادة.
🏞️ عناصر الهوية:
- رأس رمح: رمز الاستعداد والدفاع.
- النمر العربي: الشجاعة والهيبة.
- القلعة: الثبات والتاريخ.
- الرمز DL-791: البصمة الجامعة لكل هذه القيم.
✊ شعار قبائل الضالع:
“قبائل الضالع... إذا اصطفوا هزّت الأرض هيبتهم”
DL-791 | السمو – القوة – الاتحاد
📌 انشر هذا الرمز، واحفظه لأحفادك، فالهوية تُصنع وتُصان بالكلمة، كما تُحرس بالسلاح.
المصمم: شبل الضالع
يتواجد في الضالع معالم اثرية وكتابات ونقوش حميرية كما تتواجد بعض الحصون والقلاع القديمة.[بحاجة لمصدر]
قبل الوحدة اليمنية لم تكن محافظة الضالع موجودة، كانت مديريات الحصين، الشعيب، الأزارق، جحاف، ومديرية الضالع تابعة لمحافظة لحج الجنوبية أمّا مديريات جبن، دمت، قعطبة، الحشاء تابعة لليمن الشمالي.[بحاجة لمصدر]
رمز قبائل الضالع
DL-791
DL-791
7:السمو والمجد التاريخي العمق الحميري والكندي).
9: القوة والشجاعة ويرمز  مديريات الضالع (۹) الشامخه
1: الوحدة الكيانية بين قبائل الضالع
من قلب الجبال... ولد الرقم الذي لا يُكسر.
DL-791
سمو، قوة، وحدة.
ليس مجرد رقم.....
بل راية وهوية لقبائل الضالع.
رمز_الضالع #قبائل_الضالع # 791_DL#
1. لهوية_الضالعية

١موقع ==
تقع محافظة الضالع جنوب العاصمة صنعاء على بعد 245 كيلومتراً، على خط عرض (42َ: 13ْ) شمالاً، وخط طول (43َ: 44ْ) شرقاً. يحدها من الشمال محافظة البيضاء، ومن الشرق أجزاء من محافظتي البيضاء ولحج، ومن الجنوب أجزاء من محافظتي لحج وتعز، ومن الغرب محافظة إب.
حيث استحدثت محافظة الضالع من 9 مديريات بعد الوحدة اليمنية وهي دمت - قعطبة من محافظة إب ومديرية الشعيب الضالع - وحجاف والأزارق والحصين من مديرية الضالع سابقا التي كانت تتبع محافظ لحج - ومديرية جبن من البيضاء - ومديرة الحشاء من محافظة تعز. وعاصمة محافظة الضالع هي مدينة الضالع.
أكيد وبكل فخر، هذا منشور رسمي متكامل تحفظه وتنشره في أي مكان (جوجل، تويتر، فيسبوك، موقع…):

---
🛡️ رمز قبائل الضالع الرسمي DL-791 🛡️
قبائل الضالع ليست مجرد قبيلة، بل كيان أصيل له جذور في الجبال وتاريخ من المجد والتضحيات.
ولهذا الكيان رمزٌ موحد يعبّر عن هويته وقيمه:
🔢 DL-791 | التفسير والمعنى
7: يرمز إلى السمو والمجد الروحي — العلو فوق كل اعتداء واحتلال.
9: يرمز إلى القوة والبأس الشديد، ويرتبط بعدد مديريات الضالع التسع.
1: يمثل الوحدة والكيان الجامع لكل قبائل الضالع تحت راية واحدة.

🔑 الترتيب تصاعدي:
من السمو (7) → إلى القوة (9) → إلى الوحدة (1)
وهذا يعبّر عن مسار الضالع نحو المجد.

---
🟢 الألوان الرسمية:
زيتي: الأرض، الجبال، والهوية القبلية.
ذهبي: المجد، الوفاء، والسيادة.
---
🏞️ عناصر الهوية:
رأس رمح: رمز الاستعداد والدفاع.
النمر العربي: الشجاعة والهيبة.
القلعة: الثبات والتاريخ.
الرمز DL-791: البصمة الجامعة لكل هذه القيم.
---ك
✊ شعار قبائل الضالع:
ك> "قبائل الضالع... إذا اصطفوا هزّت الأرض هيبتهم"
DL-791 | السمو – القوة – الاتحاد

## السكان
يبلغ عدد سكان محافظة الضالع وفقاً لنتائج التعداد العام للسكان والمساكن والمنشآت لعام (2004م) حوالي (470564) نسمة.[بحاجة لمصدر]
| عنوان العمود   | عدد السكان  |
| -------------- | ----------- |
| مديرية الحشاء  | 60187 نسمة  |
| مديرية قعطبة   | 91206 نسمة  |
| مديرية دمت     | 80,944 نسمة |
| مديرية جبن     | 60944 نسمة  |
| مديرية الشعيب  | 38261 نسمة  |
| مديرية الضالع  | 80213 نسمة  |
| مديرية جحاف    | 22897 نسمة  |
| مديرية الحصين  | 37118 نسمة  |
| مديرية الأزارق | 37295 نسمة  |

## المناخ
بشكل عام يسود مناخ محافظة الضالع الاعتدال صيفاً والبرودة شتاءً.
| البيانات المناخية لـمحافظة الضالع                       | البيانات المناخية لـمحافظة الضالع | البيانات المناخية لـمحافظة الضالع | البيانات المناخية لـمحافظة الضالع | البيانات المناخية لـمحافظة الضالع | البيانات المناخية لـمحافظة الضالع | البيانات المناخية لـمحافظة الضالع | البيانات المناخية لـمحافظة الضالع | البيانات المناخية لـمحافظة الضالع | البيانات المناخية لـمحافظة الضالع | البيانات المناخية لـمحافظة الضالع | البيانات المناخية لـمحافظة الضالع | البيانات المناخية لـمحافظة الضالع | البيانات المناخية لـمحافظة الضالع |
| الشهر                                                   | يناير                             | فبراير                            | مارس                              | أبريل                             | مايو                              | يونيو                             | يوليو                             | أغسطس                             | سبتمبر                            | أكتوبر                            | نوفمبر                            | ديسمبر                            | المعدل السنوي                     |
| ------------------------------------------------------- | --------------------------------- | --------------------------------- | --------------------------------- | --------------------------------- | --------------------------------- | --------------------------------- | --------------------------------- | --------------------------------- | --------------------------------- | --------------------------------- | --------------------------------- | --------------------------------- | --------------------------------- |
| متوسط درجة الحرارة الكبرى °م (°ف)                       | 29.0 (84.2)                       | 29.0 (84.2)                       | 30.0 (86.0)                       | 32.0 (89.6)                       | 33.0 (91.4)                       | 33.0 (91.4)                       | 33.0 (91.4)                       | 33.0 (91.4)                       | 32.0 (89.6)                       | 30.0 (86.0)                       | 28.0 (82.4)                       | 27.0 (80.6)                       | 30.8 (87.3)                       |
| متوسط درجة الحرارة الصغرى °م (°ف)                       | 11.0 (51.8)                       | 10.0 (50.0)                       | 12.0 (53.6)                       | 15.0 (59.0)                       | 16.0 (60.8)                       | 17.0 (62.6)                       | 13.0 (55.4)                       | 17.0 (62.6)                       | 16.0 (60.8)                       | 12.0 (53.6)                       | 9.0 (48.2)                        | 9.0 (48.2)                        | 13.1 (55.6)                       |
| المصدر: أرشيف الأحوال الجوية في مطار (تعز)محافظة الضالع |                                   |                                   |                                   |                                   |                                   |                                   |                                   |                                   |                                   |                                   |                                   |                                   |                                   |

## التضاريس
تتوزع التضاريس الطبيعية لمحافظة الضالع بين جبال وهضاب ووديان وسهول، فأراضي محافظة الضالع تقع على رأس وادٍ منبسط يمتد شمالاً، ويصب في سيلة قعطبة وفي وادي تبن، ويبلغ طول هذا الوادي حوالي عشرة أميال، وعرضه حوالي ثلاثة أميال، وله عدة أسماء، أما روافده الرئيسية فهي وادي معابر ونشام ووادي الغشة، وهي تروي الأراضي الواقعة بين مدينة الضالع والكبار، ووادي عمامة ورحبان ووادي الظاهر وهي تروي ناحية بلاد الشواف، ووادي حبان ووادي اللسج يعبران منطقة الجليلة، ووادي الشعب ووادي حران يرويان أراضي لحيس من بلاد الشواف، ووادي المدهور ووادي الحسلب يرويان الجزء الواقع في أقصى الشمال من أرض الشاعري وناحية خلة في أراضي المفلحي في محافظة لحج، ووادي صوحل الذي يروي أراضي الحُصين ومرفد وخوير، ووادي الحازة الذي يتاخم السفح الشرقي لجبل جحاف، ووادي العقلة ولكمة لشعوب الذي يسقى من جبل مريس المسمى (ضفي) الموجود على الجهة الشرقية الشمالية لمدينة الضالع وتختلف أراضي محافظة الضالع على الرغم من وجود الجبال الوعرة المحيطة بها من جميع الجوانب بأن لها مظهر السهل المستوي إلا أن سطحه منكسر بسبب وجود مرتفعات صخرية وحبيلات أو نتوءات صخرية واسعة مغطاة بأشجار الشوك والصبر، ومن قمة الجبل الذي يرتفع إلى شرق مدينة الضالع يمكن مشاهدة القرى العديدة البعيدة ومنازلها المبنية بالحجارة الصلدة فوق مرتفعات صخرية، وبالنظر إلى الجوانب الشديدة الانحدار والنتوءات المتكسرة لجبل جحاف فلا يمكن أن يقع النظر إلا على القرى الواقعة في السفح الشرقي للجبل، وفي الشمال الشرقي يوجد نتوء له قمتان متشابهتان هما عدينة والذهابي تقعان في شمال قرية السَّرافي وتخفيان وراءهما مناطق سناح وحازة العبيد وأهل الحاج سعيد، من وراء هذا النتوء يمكن رؤية الخط المتعرج لجبل مطرح الواقع في أقصى غرب جبال مُريس وجزء من روابي العود الذي يقطعها نقيل حدة، ويمكن أيضاً مشاهدة الشعب ذي الارتفاعات العالية، وسلسلة جبال مُريس والشعيب تمتد عبر الأفق الشمالي إلى جانب الشمالي الشرقي وتتداخل في الأخدود السفلي لجبل العوابل، ويرتفع خط القمم حتى يصل إلى الأخدود المسطح لجبل حرير، وبين هذا الحائط المتدرج من الجبال تربض هضبة الضالع، أما الجزء الشرقي من الهضبة فمكسر بسبب الأخاديد الصخرية لبلاد الشاعري التي ترتفع عند طرفها الجنوبي، وفي شمالها يقف جبل عقرم الضخم بالقرب من منطقة المفلحي، وفي الشمال الشرقي من مدينة الضالع توجد تلال صخرية تخفي وراءها السهل المنبسط عند رأس نقيل الخربة، وخلف هذه التلال مباشرة يقف جبل شحذ المطل على جميع الممرات عبر الهضبة من الضالع ومن نقيل الخربة، وفي السهل الممتد في أسفل الجبل الذي يرتفع إلى شرق مدينة الضالع تقع قرية الكبار فوق تل مخروطي، وعلى الجانب الشرقي من الكبار تقع قرية الجليلة فوق أخدود واطٍ يمتد من جبل شحذ.

### أهم جبال الضالع
جبل مسمان
تقع سلسلة جبال مسمان في منطقة اجوة حمادة الواقعة في مديرية الازارق، و هو أشهر جبال بلاد الحميدي، حيث يبلغ طول أعلى نقطة لسلسلته المطلة على وادي اجوة من جهة الغرب بحوالي( 6000 قدم) عن مستوى سطح البحر، و تتجلى عظمة الله في هيئة منظره وقامته من جهة الغرب بيدِ إنسان تلقي تحية السلام، أما من جهة الشرق فتنتهي سلسلته مطلتاً على عدن حمادة، و بعضاً من قرى أجوه على الجانبين الجنوبي و الشمالي، و تنحدر منه شعابا كشعب بن علي و شعب تأدرم و شعب العدن و التي تصب جميعها في الأراضي الزراعية لوادي أجوة.

#### جبل جحاف
يلتف جبل جحاف الضخم بالناحية الغربية لسهل مدينة الضالع، وأعلى قمة فيه تسمى جبل المنار الذي يبلغ ارتفاعه (7840 قدماً) عن مستوى سطح البحر، ويشكل الجزء الأوسط منه هضبة متكسرة على ارتفاع (7000 قدم)، ويتخذ الجانبان الشمالي والجنوبي شكل طنوف ذات ارتفاع كبير ومنحدرات تؤدي إلى أودية عميقة، وأهم أودية الجانب الشمالي هي وادي حيوات ووادي مطر، وثلاثة طنوف شمالية رئيسية هي جبل العرقوب وحيد القصامي وجبل عمل، وأهم وادٍ في الجنوب ينقسم إلى ثلاثة أقسام: يسمى القسم الأعلى منه وادٍ ريحان، والقسم الأوسط سيلة الحبيل، والقسم الأسفل وادٍ تبن، ويقع بين طنف المعفاري شرقا وطنف الحميدي غرباً، ويوجد وادٍ آخر وهو وادي شعب العجرودي الذي ترتفع قمته شرق قرية السرير ويجري نحو الجنوب الشرقي وتصب مياهه في الأراضي الزراعية لوادي معابر غرب مدينة الضالع، والهضبة الوسطى يحدها من الشمال خط من القمم أهمها جبل المنار وجبل بني خضير وجبل المصنعة وجبل النوبة، ومن ناحية الشرق يوجد نتوء مسنن أعلى قمتين فيه هما جبل رَبَك وجبل شجان، ومن قمة جبل جحاف يمكن التحكم في مساحات واسعة إلى الشمال نحو سهل بلاد الهجر حتى جبل الشعر وجبل العود وجبل مريس غرباً حتى وادي تبن وجبل صهبان، والجزء الأوسط من جبل جحاف مليء بماء العيون والآبار تقدر بأكثر من (
ثلاثمائة وستين بئرا).

#### جبل المعفارى
توجد في أعلاه هضبة مربعة مساحتها تقريباً (نصف ميل)، وترتفع حوالي (6000 قدم) عن مستوى سطح البحر، وهي متصلة بجبل جحاف بعنق يسمى كريف الرهوة، ويطل من ناحية الجنوب والشرق على وادي الأزارق ومن ناحية الغرب على وادي تُبن، والهضبة في أعلى الجبل ليست مسطحة بل على هيئة حذوة الفرس، وتخلو مرتفعات الجبل من الماء إلا من بعض الصهاريج والكروف القديمة التي تمتلئ في مواسم هطول الأمطار، وحين ينتهي مخزون تلك الصهاريج من المياه، يذهب أهالي تلك المنطقة إلى سفوح الجبال ليحصلوا على الماء من غيل حضيرة في المضيق الممتد من شمال وادي تُبن ومن عين ماء تحت المضيق، وتقع عزلة المعافري على بعد (ثلاثة أميال) شمال جبل المعفاري في المنحدرات الغربية لرابية ضخمة في غرب مدينة الضالع تسمى المبياضة، وأراضي عزلة المعافر تقع في حوض واسع أقيمت على جوانبه المدرجات الزراعية.

#### جبل حرير
يقع جبل الحرير إلى الشرق من سهل الضالع، وترتفع أعلى قمة فيه نحو (7800 قدم) عن مستوى سطح البحر، وتوجد به كثير من المنخفضات ذات التربة الزراعية الخصبة التي ينظمها الأهالي بهيئة مدرجات زراعية، والقمة عبارة عن صخور صلبة تبرز نحو الغرب، وينكسر البروز إلى نتوء رؤوس صخرية وهاويات تقع تحتها نتوءات صخرية تمتد شرقاً، وتقع بينها أودية يزرع فيها الأهالي البر والشعير والبن، والأودية هي سيلة بكاين وسيلة عدينة وسيلة عسيقة وسيلة الغشة وسيلة مثعدة، وتصب جميعها في سيلة شرعـة ثم تتجه إلى وادي بناء، وإلى الغرب تمتد حوالي (ميل واحد) ثم تبدأ في الانحدار نحو وادي النوب ثم وادي الضبب ويتصل جبل حرير بعنق جبل العوابل في الشعيب، ويتصل جنوباً بجبل عبيدة في حالمين بواسطة عنق يؤدي إلى نقيل سيت من الضالع إلى المحجبة، وفي أعلى جبل حرير شرق قرية الفقهاء التي تعتبر أكبر قرية هناك، ومن أعلى الجبل يمكن الإشراف على مساحات واسعة من أراضي الشعيبي شمالاً وجبال يافع شرقاً وجبال حالمين جنوباً والضالع غرباً

#### جبل الضبيات
تقع هضبة الضبيات على ذلك اللسان من المرتفعات المتكسرة التي تبرز ممتدة حوالي (عشرة أميال) جنوب الضالع، وهي هضبة في أقصى ناحية من الجنوب وهي متعرجة تبلغ مساحتها حوالي (نصف ميل مربع)، وطبيعتها صخرية جرداء، والأرض التي تقع في الشمال لها شكل المدرجات وتصب مياهها غرباً، وتحتوي حوضاً تربته خصبة أقيمت فيه مدرجات زراعية واسعة، والجزء الجنوبي شكل النجد، له حواف مسطحة أجزاء منها صخرية وأخرى أراضي زراعية، وتنحدر الهضبة كلها إلى المنطقة المرتفعة في جانبها الشرقي، وأغلب مياه جبل الضبيات تذهب غرباً إلى المدرجات وإلى سيلة يطلق عليها سيلة تونة وإلى مضايق عميقة تمتد إلى الطرف الجنوبي من الهضبة، وأكبرها سيلة طلابة التي يصب ماؤها في وادي حردبة وأيضاً سيلة سعطب التي يصب ماؤها في وادي تونة، وتنعدم الأشجار في أغلب أنحاء الهضبة إلا أن أشجار التولق الجيدة تكثر في الحـقول أسفل قرية الضبيات، وتوجد عدد من الآبار في شمال القرية، والمسافة من قرية الضبيات إلى الضالع تبلغ (عشرة أميال)، وعلى بعد يسير من الهضبة يوجد ممر صعب كثير الالتواءات يمتد حتى شرق جبل ظفر، وبعد مسيرة (خمسة أميال) توجد عيون ماء في سيلة الريدة ومنها سهل الزند ومنها إلى زُبيد، ومن هنا تمتد طريق صالحة مسافة (ثلاثة أميال) إلى الضالع، وثمة ممر آخر من الضبيات حتى وادي تونة ويسمى نقيل سعطب، وممر يؤدي إلى بيت الوعل ومنه إلى وادي طلابة ثم إلى وادي حردبة، ومن الضبيات ـ أيضاً ـ يبدأ ممر ينحدر إلى رأس نقيل تونة ثم يستمر غرباً إلى سيلة صمعان ومنها إلى وادي الأزارق.

#### جبل الند
يطل جبل الند على أودية تُبن وطبقين، ويبلغ ارتفاعه في أعلى موضع فيه نحو (7131 قدماً) عن مستوى سطح البحر، وفي الشمال والجنوب والغرب نجد جوانب الجبل شديدة الانحدار، وفي الشرق تحت المرتفع الانحداري يوجد وادٍ واسع فيه قرية بن عواس، وإلى أقصى الشرق عبر الشق العميق لقرية ماطر توجد هضبة قرية الحقل الواسعة حيث الماء متوفر على ارتفاع (4500 قدم) عن مستوى سطح البحر.

#### جبل الشاعري
جبل الشاعري عبارة عن مجموعة من التلال المستقيمة الحواف، تصب أوديتها إلى وادي الضالع، وأعلى قمة في الجبل يبلغ ارتفاعها قرابة (6525 قدماً) عنووتقع تلك اويطل الجبل على قرية الشعار وهي القرية التي يحتضنها هذا الجبل من حيث المساحة وتصب سيول هذا الجبل في سد قرية الشعار ليكون مخزون سنوي لاهلها ونهر جاري للقراى القريبه مثل قريه نعيمه وسيلة الحمام من لكمة النوب شرقاً، ومن جهة اليسار يطل على قريه ذخار ويميناً نعيمه وجبل حرير ويسمى حيد الشاعري وجبل الشاعري وبلاد الشعاراطلق عليها بهاذا الاسم كنيه باسم الشاعر .......الباقري ـ يطلق على الجبال في أراضي يافع والضالع اسم حيد ـ وإلى الشمال من جبل حرير توجد جبال الشعيب المتصلة بجبل حرير في الجنوب، ويوجد جبل مُريس في غربها، وهي كثيرة الانحدارات والهاويات إلا أن فيها أودية خصبة، وأعلى قمة فيه قمة جبل العوابل التي يبلغ ارتفاعها (7646 قدماً) عن مستوى سطح البحر، وإلى الشمال من الشعيب عبر وادي بناء يقع جبل تنحم العالي وجبل أنينة وجبل شمروخ الذي يبلغ ارتفاعه (7900 قدماً) عن مستوى سطح البحر، وإلى الشرق من جبال الشعيب توجد جبال يافع العليا في محافظة لحج.

#### جبل يهج
يقع جبل يهج على مرمى من السهول والوديان التي تبداء من منحدرات مريس وضفي ويعد هذا الجبل من الجبال المشهورة في المنطقة حيث أنه كان يستخدم كموقع عسكري لجيش جمهورية اليمن الديمقراطية الشعبية سابقاً ويرتفع هذا الجبل (6520 قدماً) عن مستوى سطح البحر يحده من جهة الشمال قرية القرين التأريخية والتي تمتلئ بالكثير من المعالم التأريخية كـ (دار محمد) الأثري والذي تم بناءه في عام 1700 م
ويحد هذا الجبل العريق من الشمال لكمة لشعوب وهي قرية تمتد من منطقة سناح غرباً ويحدها من الشرق جبل يهج

## الاودية
| اسم الأودية                          | المديريات التي يقع فيها الوادي |
| وادي الفجرة حجر، وادي الحيس، ذي حران | الضالع                         |
| وادي صوفل، العقلة                    | الحصين                         |
| العوابل، مكلان، الرباط               | الشعيب                         |
| الرعدين، وادي جمعان، الرونة، الشرف   | الازارق                        |
| تبن، المداد، ثمانة                   | الحشاء                         |

## الصناعات الحرفية
توجد في محافظة الضالع عدد من الصناعات الحرفية (المشاغل اليدوية) مثل صناعة المنسوجات التقليدية، ومواد الصبغة الملونة للمقاطب، وصناعة الزجاج المزخرف وغيرها، كما تصنع بصورة تقليدية الورش والهرد كأدوات الزينة ومساحيق تجميل للنساء، بالإضافة إلى ماء الورد في الشعيب.

### الأسواق الشعبية
تقام العديد من الأسواق الشعبية الأسبوعية أهمها سوق الخميس في مدينة الضالع.

## السياحة في محافضة الضالع
محافظة الضالع تعتبر استراحة تاريخية على دروب الأسفار وينابيع مياه شفائية وتميز في البنيان، تقع جنوب العاصمة صنعاء على بعد250 كيلومترا، فوق هضبة جبلية على الطريق الاسفلتي التي تربطها عبر ذمار على طريق لحج وعدن، تحيط بها وبالقرب منها عدد من المحافظات كالبيضاء وأبين ولحج وأب وتعز.
يسود مناطق المحافظة مناخ صيفي معتدل وفي الشتاء يميل إلى البرودة ليلا، تتشكل التضاريس الطبيعية بين جبال وهضاب ووديان تضم أراضي خصبة.
المناطق السياحية:
مدينة الضالع: هي المركز الإداري، كانت تمر بها طريق القوافل القديمة التي تسير من عدن إلى صنعاء ويطل عليها جبل جحاف أشهر جبال المحافظة مع سلسلة جبال الحشا.
منطقة دمت: تقع على مسافة 45 كيلومترا من يريم، وهي منطقة ينابيع معدنية للسياحة العلاجية تصل إلى 48 عينا، وانتعشت منطقة دمت سياحيا لموقعها على الطريق الإسفلتي وفي وادي بنا، خاصة بعد تحقق الوحدة اليمنية، ويتقاطر إليها يوميا كثير من المواطنين والزوار طلبا للاستشفاء وللاسترواح بطقس المنطقة المنعش، وفي دمت يمكن للزائر أن يشاهد معالم أثرية مثل جسر عامر بن عبد الوهاب الذي تنسب إليه العديد من الجسور والصهاريج والمساجد والمدارس.
مدينة جبن: على بعد 55 كيلومترا من مدينة رداع و35 كيلومترا من قعطبة، وتعد أحلى أهم المدن التاريخية لسلاطين الدولة الطاهرية.
المعالم الأثرية والتاريخية السياحية في المحافظة:
مديرية الضالع  (مدينة الضالع، قلعة دار الحيد، متحف الضالع، القباب والأضرحة), مديرية جحاف (خزاعل), مديرية الحشاء (جبل الحشاء، قرية المقدار، قرية الأكم – الرباط، قرى البيت، النفيش، العسيل، قتر –قرضات، قلعة يارخ – مسجد بكر بن مبارك، مسجد النفيش، جبل النسور، مديرية الأزارق (قرية الضبيات، دار العفيف، جامع سفيان ابن يوسف، مسجد الضبيات، مسجد ثماد), مديرية الحُصين (جبل عقرم), مديرية الشعيب (قرية خلة), مديرية جُبن (مدينة جُبن، قلعة جُبن، قلعة قرين، المقرانة، المدرسة العامرية),  مديرية دمت (مدينة دمت، قلعة دمت، سد عامر بن عبد الوهاب، سور عامر بن عبد الوهاب، جسر عامر بن عبد الوهاب.
- أهم أسماء المعالم السياحية حسب تصنيفها:

| البيان                | المعالم السياحية                      | التصنيف      |
| مديرية الضالع         | مدينة الضالع                          | تاريخية      |
| مديرية الضالع         | قلعة دار الحيد                        | تاريخي أثرية |
| مديرية الضالع         | متحف الضالع                           | أثرية        |
| مديرية الضالع         | القباب والأضرحة                       | إسلامية      |
| مديرية جحاف           | خزاعل                                 | أثرية        |
| مديرية الحشاء         | جبل الحشاء                            | أثري         |
| مديرية الحشاء         | قرية المقدار                          | إسلامي       |
| مديرية الحشاء         | قرية الأكم - الرباط                   | إسلامي       |
| مديرية الحشاء         | قرىالبيت، النفيش، العسيل              | أثرية        |
| مديرية الحشاء         | قتر -قرضات                            | أثرية        |
| مديرية الحشاء         | قلعة يارخ - جبل النسور                | أثرية        |
| مديرية الحشاء         | مسجد بكر بن مبارك                     | إسلامي       |
| مديرية الحشاء         | مسجد النفيشي                          | إسلامي       |
| مديرية الحشاء         | قبة الشريف "وجيه الدين"               | مزار ديني    |
| مديرية الأزرق         | قرية الضبيات                          | إسلامي       |
| مديرية الأزرق         | دار العفيف                            | تاريخية      |
| مديرية الأزرق         | جامع سفيان بن يوسف                    | تاريخي       |
| مديرية الأزرق         | مسجد الضبيات                          | إسلامي       |
| مديرية الأزرق         | مسجد ثماد                             | إسلامي       |
| مديرية الحُصين         | جبل عقرم                              | أثري         |
| مديرية الشعيب         | قرية خلة                              | أثرية        |
| مديرية جُبن            | مدينة جُبن                             | تاريخية      |
| مديرية جُبن            | قلعة جُبن                              | أثرية        |
| مديرية جُبن            | قلعة قرين                             | أثرية        |
| مديرية جُبن            | المقرانة                              | تاريخية      |
| مديرية جُبن            | وادي شعب الغيل                        | طبيعي        |
| مديرية جُبن            | علم طاهر                              | مزار         |
| مديرية جُبن            | المدرسة العامرية                      | علاجية       |
|                       | مدينة دمت                             | تاريخية      |
| قلعة دمت              | أثرية                                 |              |
| سد عامر بن عبد الوهاب | أثرية                                 |              |
| مديرية دمت            | سور عامر بن عبد الوهاب                | أثرية        |
| مديرية دمت            | جسر عامر بن عبد الوهاب                | أثرية        |
| مديرية دمت            | الينابيع الطبيعية المعدنية والكبريتية | علاجية       |

- الحمامات الطبيعية

| م | اسم الحمام   | المديرية | الموقع                                  |
| 1 | رديم         | جُبن      | يبعد حوالي (واحد كم) عن الطريق المسفلت  |
| 2 | الاسدي       | دمت      | يقع على الطريق المسفلتة صنعاء - عدن .   |
| 3 | الأمير       | دمت      | يبعد عن الطريق المسفلتة حوالي (200 متر) |
| 4 | الدردوش      | دمت      | يبعد عن الطريق المسفلتة حوالي (200 متر) |
| 5 | الحساسية     | دمت      | يبعد عن الطريق المسفلتة حوالي (250 متر) |
| 6 | النجد الأعلى | دمت      | يبعد عن الطريق المسفلتة حوالي (300 متر) |
| 7 | بريدة        | دمت      | يبعد عن الطريق المسفلتة حوالي (300 متر) |
| 8 | عاطف         | دمت      | يبعد عن الطريق المسفلتة حوالي (200 متر) |

- اسم الفنادق  في المحافظة:[7]

| اسم الفندق           | العنوان | الفئــة |
| فندق أجنحة العرب     | الضالع  | ***     |
| فندق الرشيد          | ـ       | *       |
| فندق المسيلة السياحي | ـ       | ـ       |
| فندق شبام السياحي    | ـ       | ـ       |
| فندق النورس          | ـ       | ـ       |
| فندق القدس           | ـ       | ـ       |
| فندق دمت             | ـ       | ـ       |
| فندق برج الضالع      | ـ       | ـ       |

## المديريات
تتكون محافظة الضالع من تسع مديريات: الضالع، الحصين، جبن، دمت، قعطبة، الشعيب، الأزارق، جحاف، الحشاء.
وأهم الأسواق أيضاً في الضالع سوق سناح الذي يربط عاصمة المحافظة بمديرية قعطبة التي كانت في السابق مديرية تابعة لمحافظة إب وبعد استحداث محافظة الضالع أصبحت مديرية تتبعها.